# Bolschesemelskaja-Tundra
Koordinaten: 67° 44′ 4″ N, 57° 4′ 52,7″ O

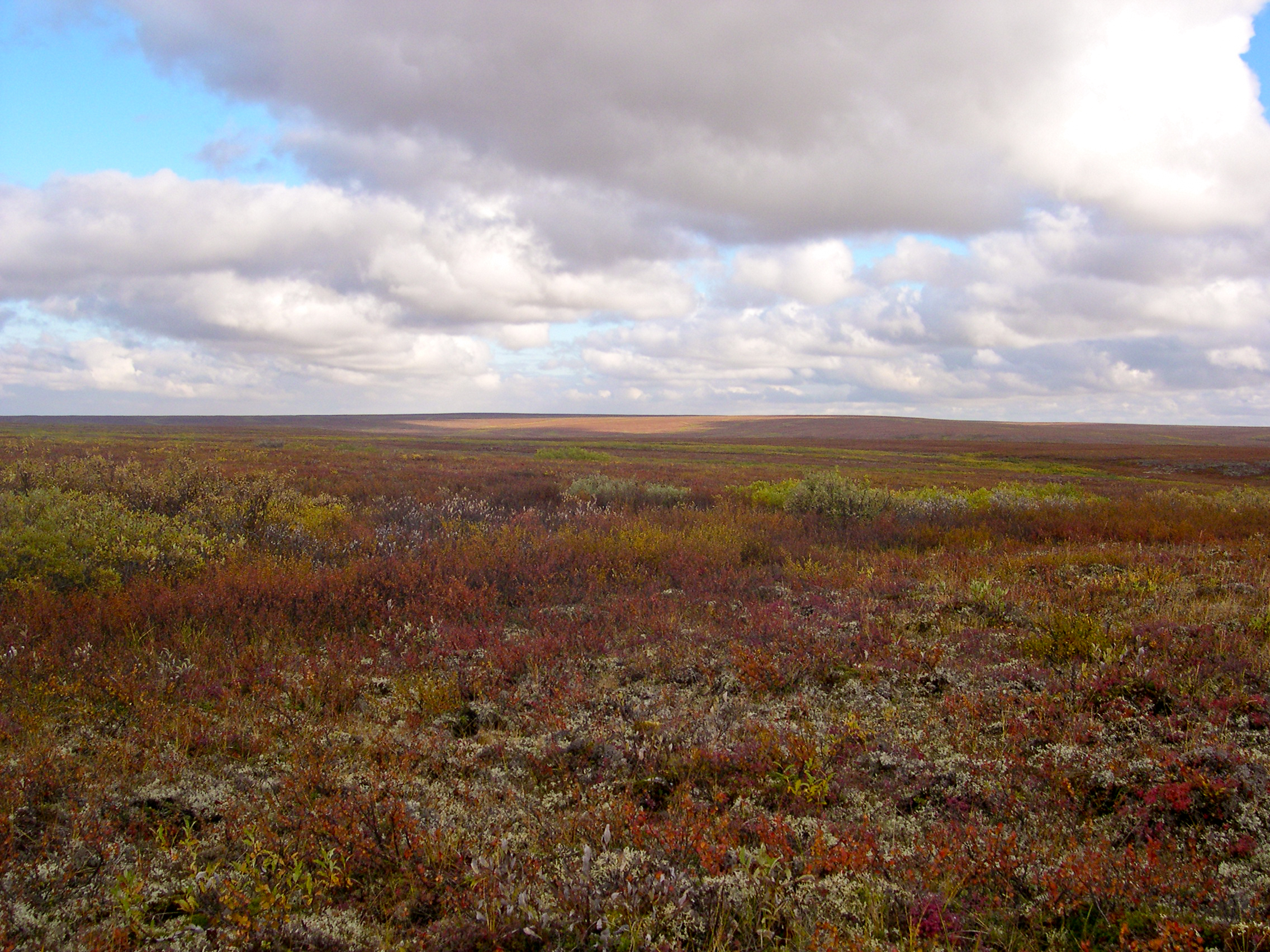
Bolschesemelskaja-Tundra in der Umgebung von Workuta im Herbst

Die Bolschesemelskaja-Tundra (russisch Большеземе́льская ту́ндра) ist eine hügelige Moränenlandschaft im äußersten Nordosten des europäischen Teils Russlands.
Die Bolschesemelskaja-Tundra ist Teil des Nordrussischen Tieflands. Sie wird von den Flussläufen der Petschora und Ussa, sowie dem Polarural und Pai-Choi-Gebirge begrenzt. Im Norden befindet sich die Petschorasee. Die Bolschesemelskaja-Tundra liegt überwiegend nördlich des Polarkreises.
Politisch erstreckt sich die Tundra über das Gebiet des Autonomen Kreises der Nenzen und der Republik Komi. Ihre Höhe variiert zwischen 100 und 150 m. Einige Erhebungen erreichen jedoch Höhen von 200 bis 250 m. Von der Mündung der Zilma in die Petschora im Südwesten bis zur Chaipudyr-Bucht im Nordosten erstreckt sich längs der Tundra der niedrige Semljanoi-Höhenzug (Земляной хребет). Im Osten der Bolschesemelskaja-Tundra erhebt sich der Tschernyschow-Rücken. Die Tundralandschaft ist von Geröllhalden und Moränenhügeln durchsetzt.
Das Klima ist subarktisch mit langen kalten Wintern und kurzen kühlen Sommern. Die mittleren Temperaturen im Januar liegen bei −16 °C im nordwestlichen Teil und −20 °C im nordöstlichen Teil der Tundra. Im Juli betragen die mittleren Temperaturen 8 bis 12 °C. Der jährliche Niederschlag in der Region liegt bei 450 mm im Süden und 250 mm im Norden.
Die Bolschesemelskaja-Tundra wird größtenteils von den Zuflüssen der Ussa und Petschora entwässert, darunter Adswa, Kolwa, Laja und Schapkina. An den Oberläufen vieler Flüsse befinden sich Seen. In weiten Teilen der Tundra kommen Permafrostböden vor. 
Die Vegetation der Bolschesemelskaja-Tundra besteht aus verschiedenen Moosarten und niedrigen Sträuchern. 